# دهستان قاضی‌جهان
دهستان قاضی‌جهان یکی از دهستان‌های استان آذربایجان شرقی است که در بخش حومه شهرستان آذرشهر واقع شده‌است.